# 不可抗拒
《不可抗拒》（英語：Irresistible）是一部2006年澳大利亚推理劇情片，由安·特纳编剧并导演，由蘇珊·莎蘭登、森·尼爾和艾美莉·賓特主演。电影讲述了索菲是一名美国图书插图画家，她的家庭被丈夫的新同事玛拉打乱了。玛拉的所作所为让索菲看起来像个疯子的故事。